# 三牌楼街道
三牌楼街道，是中华人民共和国安徽省合肥市庐阳区曾经下辖的一个乡镇级行政单位。得名自长江路与九狮桥街交口曾经存在的一栋牌楼。

## 历史沿革
20世纪50年代初，三牌楼街道所辖区域内设有由合肥市第二区人民政府直接领导的南门居委会、四牌楼居委会和徽州路第一居委会。1960年5月27日，南市区人民公社三牌楼分社成立。1965年12月，中市区三牌楼街道成立。1969年，三牌楼街道革命委员会成立。1970年，三牌楼街道革委会一分为二，分别成立了红星街道革委会和红旗街道革委会。1971年两革委会重新合并，定名红星街道革委会。1980年改制为红星街道。1982年复名三牌楼街道。2012年3月，撤销三牌楼街道，所辖社区划入逍遥津街道。

## 行政区划
三牌楼街道撤销前辖红旗、四牌楼、省医、南门四个社区。